# Alpha (bedrijf)
Verffabriek Alpha v/h Fa. Gebr. Klaverweiden was een muurverffabriek te Alphen aan den Rijn.
Deze fabriek was in 1904 opgericht door M. van Klaverweiden, die de zoon was van een Amsterdamse kaashandelaar. Als zodanig had hij chemische kennis en hij experimenteerde met caseïne als bindmiddel voor muurverf. Dit resulteerde in een verkoopbaar product dat op de markt werd gebracht onder de merknaam Fresco Novo. De fabriek stond oorspronkelijk in Gouwsluis, een buurtschap in Alphen aan den Rijn, om in 1929 verplaatst te worden naar de Oranjestraat te Alphen aan den Rijn. In 1941 werd een nieuwe fabriek betrokken aan de Wilhelminalaan in dezelfde plaats.
Een nieuw product dat ontwikkeld werd was Alphatex, op latexbasis. Dit, toen moderne, product was de aanleiding voor Sikkens om Alpha over te nemen, hetgeen in 1954 geschiedde. Verdere groei maakte in 1961 de verhuizing naar een nieuwe fabriek aan de Foreestlaan noodzakelijk.
Later is de fabriek gesloten, ze is nog een tijdje drukkerij geweest en vervolgens is er een detailhandelsketen in het gebouw gekomen.